# 杯萼杜鹃
杯萼杜鹃（学名：Rhododendron pocophorum）为杜鹃花科杜鹃花属下的一个种。

## 扩展阅读
維基物種上的相關：杯萼杜鹃